# Panisopus setipes
Panisopus setipes är en kvalsterart som först beskrevs av Viets 1911.  Panisopus setipes ingår i släktet Panisopus och familjen Thyasidae. Inga underarter finns listade i Catalogue of Life.